# Діамантниця тасманійська
Діамантниця тасманійська (Pardalotus quadragintus) — вид горобцеподібних птахів родини діамантницевих (Pardalotidae).
Останнім часом став дуже рідкісний. На відміну від інших видів пардалотів, що мешкають у самих різних типах евкаліптових лісів, діамантниця тасманійська тісно пов'язана з одним конкретним евкаліптом — прутовидним (Eucalyptus viminalis). Річ у тому, що важливу частину в його раціоні займає так звана манна (багате цукрами виділення листя), що в достатній кількості виділяється тільки прутовидним екваліптом. Місця перебування тасманійського пардалота охороняються, але незважаючи на це за останні 18 років його чисельність скоротилася на 60 %.

## Ареал
Один з рідкісних птахів Австралії (в 2009 році нараховувалось 1500 особин). Він зустрічається лише у південно-східній частині Тасманії і на прилеглих невеликих островах (Бруні (500 особин) і Марайя — 1000 особин).
Надає перевагу сухим лісам з переважанням евкаліпта прутовидного.

## Опис виду
Птах завдовжки 9-10 см. Вага тіла — 10,7 г. Оперення зверху коричнево-зелених відтінків, знизу — світліше, оливкове.

## Спосіб життя
Трапляються поодинці або парами. Живляться комахами, яких збирають на евкаліптах. Велику частку у раціоні складає падь, яку виробляють листоблішки. Гніздяться у дуплах евкаліптів. У кладці три-п'ять яєць. Інкубація триває 14-16 днів. Приблизно через 25 днів пташенята стають на крило.

## Конкуренція зі спорідненими видами
Річ у тому, що на тих же територіях мешкають ще два види діамантниць. Діамантниця леопардова (Pardalotus punctatus, вага тіла 9,2 г) — осіла, як і тасманійська, і нікуди не мігрує. А в період розмноження до Тасманії прилітає ще і діамантниця велика (Pardalotus striatus, 13,6 г) — цей вид перелітний і проводить холодний час в Австралії.
Встановлено, що конкуренції за їжу діамантниця тасманійська не відчуває, а от за місця гніздування конкуренція з діамантницею великою досить жорстока У більшості випадків великі діамантниці виганяли тасманійських, коли ті ще не почали відкладати яйця.
Як спроба вирішення проблеми рекомендується вивішувати якомога більше дуплянок із дещо меншим діаметром льотка.